# Les Parents apprivoisés
Pour plus de détails, voir Fiche technique et Distribution.
Les Parents apprivoisés (Week-End with Father) est un film américain réalisé par Douglas Sirk, et sorti en 1951.

## Synopsis
Le « coup de foudre » réciproque d'un veuf et d'une veuve au départ d'une colonie de vacances dans laquelle ils ont placé leurs enfants. Ces derniers, confrontés à la perspective d'un hypothétique mariage, manifestent leur opposition tout en estimant davantage d'autres prétendants.

## Fiche technique
- Titre français : Les Parents apprivoisés[1]
- Titre original : Week-End with Father
- Réalisation : Douglas Sirk
- Scénario : Joseph Hoffman (en) d'après une idée de George F. Slavin et de George W. George
- Photographie : Clifford Stine
- Format : Noir et blanc - 1, 37 : 1
- Musique : Frank Skinner
- Montage : Russell Schoengarth
- Directeurs artistiques : Bernard Herzbrun, Robert Boyle
- Décors : Russell A. Gausman, Ruby R. Levitt
- Costumes : Bill Thomas
- Production : Ted Richmond - Universal International
- Société de production : Universal Pictures
- Pays de production :  États-Unis
- Durée : 83 minutes
- Dates de sortie : 
  - États-Unis : décembre 1951
  - France : 25 mars 1953[1]

## Distribution
- Van Heflin : Brad Stubbs, le veuf
- Patricia Neal : Jean Bowen, la veuve
- Gigi Perreau : Ann Stubbs
- Virginia Field : Phillys Reynolds
- Richard Denning : Don Adams
- Jimmy Hunt : Gary Bowen
- Janine Perreau : Patty Stubbs
- Tommy Rettig : David Bowen
- Forrest Lewis : Clarence Willett